# BG Geminorum

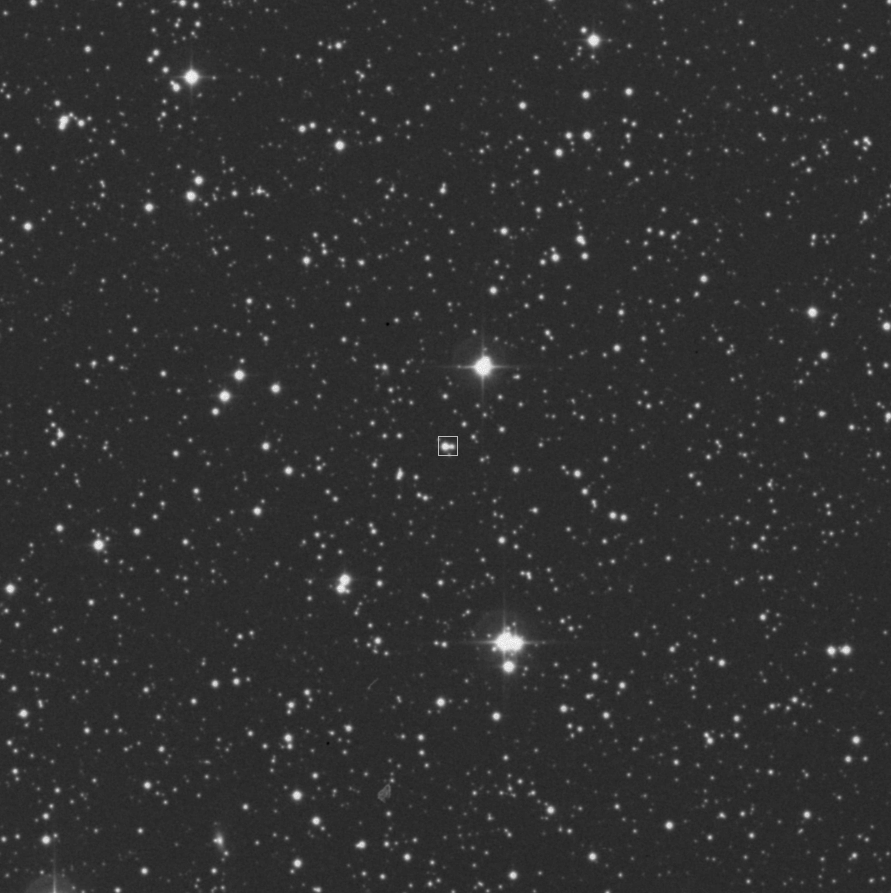
BG Geminorum es el sistema binario en el centro de la imagen, y recubierto por un cuadrado.

BG Geminorum es una estrella binaria, compuesta por una estrella K0 I en órbita de una estrella tipo B o agujero negro, con una masa al menos 3,5 veces mayor del que la del Sol. Fue descubierto en 1933 por Hoffmeister. Posee una magnitud aparente de +0,5, y un período orbital de 91,645 días.